# 8134 Minin
8134 Minin este un asteroid din centura principală de asteroizi.

## Descriere
8134 Minin este un asteroid din centura principală de asteroizi. A fost descoperit pe 26 septembrie 1978 la Observatorul de Astrofizică din Crimeea de Liudmila Juravliova. El prezintă o orbită caracterizată de o semiaxă mare de 2,43 ua, o excentricitate de 0,19 și o înclinație de 4,3° în raport cu ecliptica.